# 13è Festival Internacional de Cinema de Moscou
El 13è Festival Internacional de Cinema de Moscou es va celebrar entre el 7 i el 21 de juliol de 1983. Els Premis d'Or foren atorgats a la pel·lícula marroquina-senegalesa-guineana Amok dirigida per Souheil Ben-Barka, la coproducció llatinoamericana Alsino y el cóndor dirigida per Miguel Littín i la pel·lícula soviètica Vassa dirigida per Gleb Panfilov.

## Jurat
- Stanislav Rostotski (URSS – President)
- Maya-Gozel Aimedova (URSS)
- Vladimir Baskakov (URSS)
- Blanca Guerra (Mèxic)
- Cesare Zavattini (Itàlia)
- Jacques Duqeau-Rupp (França)
- Stanisław Mikulski (Polònia)
- Ulyses Petit de Murat (Argentina)
- Ion Popescu-Gopo (Romania)
- Dusan Roll (Txecoslovàquia)
- Alimata Salambere (Alt Volta)
- Mrinal Sen (Índia)
- Georgi Stoyanov (Bulgària)
- Pham Nguoc Truong (Vietnam)
- Theo Hinz (RFA)

## Pel·lícules en competició
Les següents pel·lícules foren seleccionades per la competició:
| Títol original             | Director(s)                 | País de producció                  |
| -------------------------- | --------------------------- | ---------------------------------- |
| Alsino y el cóndor         | Miguel Littín               | Nicaragua, Cuba, Mèxic, Costa Rica |
| Amok                       | Souheil Ben Barka           | Marroc, Guinea, Senegal            |
| Matlosa                    | Villi Hermann               | Suïssa                             |
| Al-mas' Ala Al-Kubra       | Mohamed Shukri Jameel       | Iraq, Regne Unit                   |
| Ve noi gio cat             | Hui Thanh                   | Vietnam                            |
| Vassa                      | Gleb Panfilov               | Unió Soviètica                     |
| El escarabajo              | Lisandro Duque Naranjo      | Colòmbia                           |
| Întoarcerea din iad        | Nicolae Mărgineanu          | Romania                            |
| Pastorale heroica          | Henryk Bielski              | Polònia                            |
| Kieselsteine               | Lukas Stepanik              | Àustria                            |
| Demonios en el jardín      | Manuel Gutiérrez Aragón     | Espanya                            |
| Doktor Faustus             | Franz Seitz                 | RFA                                |
| Ademloos                   | Mady Saks                   | Països Baixos                      |
| Miris dunja                | Mirza Idrizović             | Iugoslàvia                         |
| Zappa                      | Bille August                | Dinamarca                          |
| Winter of Our Dreams       | John Duigan                 | Austràlia                          |
| Hiver 1960                 | Thierry Michel              | Bèlgica                            |
| The Outsiders              | Francis Ford Coppola        | Estats Units                       |
| Jon                        | Jaakko Pyhälä               | Finlàndia                          |
| Mi socio                   | Paolo Agazzi                | Bolívia                            |
| Pásla kone na betóne       | Štefan Uher                 | Txecoslovàquia                     |
| Nelisita                   | Ruy Duarte de Carvalho      | Angola                             |
| Hatásvadászok              | Miklós Szurdi               | Hongria                            |
| Les Misérables             | Robert Hossein              | França                             |
| To tragoudi tis epistrofis | Yannis Smaragdis            | Grècia                             |
| Five Fingers of One Hand   | I. Hyamgavaa, B. Baljinniam | Mongòlia                           |
| Ravnovesie                 | Lyudmil Kirkov              | Bulgària                           |
| Furusato                   | Seijirō Kōyama              | Japó                               |
| La rosa de los vientos     | Patricio Guzmán             | Cuba, Espanya, Veneçuela           |
| El arreglo                 | Fernando Ayala              | Argentina                          |
| Ezhavathu Manithan         | K. Hariharan                | Índia                              |
| Sargento Getúlio           | Hermanno Penna              | Brasil                             |
| El guerrillero del norte   | Francisco Guerrero          | Mèxic                              |
| Moissons d'acier           | Ghaouti Bendedouche         | Algèria                            |
| Bonheur d'occasion         | Claude Fournier             | Canadà                             |
| Dhil al ardh               | Taieb Louhichi              | Tunísia, França                    |
| Xizhao jie                 | Wang Haowei                 | R.P. de la Xina                    |
| El Harrif                  | Mohamed Khan                | Egipte                             |
| Frances                    | Graeme Clifford             | Estats Units, Regne Unit           |
| Målaren                    | Göran du Rées               | Suècia                             |
| Zille und ick              | Werner W. Wallroth          | RDA                                |
| Io so che tu sai che io so | Alberto Sordi               | Itàlia                             |

## Premis
- Premis d'Or:
  - Amok de Souheil Ben Barka
  - Alsino y el cóndor de Miguel Littín
  - Vassa de Gleb Panfilov
- Premis Especials – Per la seva contribució al cinema:
  - Alberto Sordi per Io so che tu sai che io so
  - Robert Hossein per Les Misérables
- Premis de Plata:
  - Ravnovesie de Lyudmil Kirkov
  - Doktor Faustus de Franz Seitz
  - Pásla kone na betóne de Štefan Uher
- Premis:
  - Millor Actor: Wirgiliusz Gryń per Pastorale heroica
  - Millor Actor: Yoshi Katō per Furusato
  - Millor Actriu: Judy Davis per Winter of Our Dreams
  - Millor Actriu: Jessica Lange per Frances
  - Dhil al ardh de Taieb Louhichi
- Diplomes especials:
  - El arreglo de Fernando Ayala
  - Five Fingers of One Hand de I. Hyamgavaa, B. Baljinniam
  - Întoarcerea din iad de Nicolae Mărgineanu
- Premi FIPRESCI:
  - Demonios en el jardín de Manuel Gutiérrez Aragón
  - Without Witness de Nikita Mikhalkov